# Terralba
Terralba (sardinski: Terràba) je grad i općina (comune) u pokrajini Oristanu u regiji Sardiniji, Italija. Nalazi se na nadmorskoj visini od 12 metara i ima 10 257 stanovnika.
 Prostire se na 49,8 km². Gustoća naseljenosti je 206 st/km².
Susjedne općine su: Arborea, Arbus, Guspini, Marrubiu, San Nicolò d'Arcidano i Uras.